# Långtjärnen (Piteå socken, Norrbotten, 728163-174766)
Långtjärnen är en sjö i Piteå kommun i Norrbotten och ingår i Piteälvens huvudavrinningsområde.